# Hoplia citrinella
Hoplia citrinella är en skalbaggsart som beskrevs av Leon Fairmaire 1887. Hoplia citrinella ingår i släktet Hoplia och familjen Melolonthidae. Inga underarter finns listade i Catalogue of Life.